# Vol. 8
Vol. 8 è l'ottavo album in studio del cantautore italiano Fabrizio De André, pubblicato nel 1975.

## Storia
La pubblicazione dell'album è stata anticipata dal 45 giri La cattiva strada, datato novembre 1974.
Con questo album si rinsalda e si definisce meglio la coppia di autori De André-De Gregori: quest'ultimo collabora alla stesura dei testi e delle musiche di quattro canzoni (Le storie di ieri è interamente sua, così come l'intera musica di Canzone per l'estate); l'album venne composto interamente in Sardegna. Le chitarre acustiche sono suonate da Carmelo e Michelangelo La Bionda. La scelta del loro sound molto west coast costituisce una significativa novità negli album di De André.
Le musiche ci venivano abbastanza facilmente - Fabrizio era un eccezionale musicista - e le registravamo su un piccolo registratore a pile.
Così vennero fuori La cattiva strada, Canzone per l'estate, Oceano...»
(Francesco De Gregori, 1975)
(Francesco De Gregori, Francesco De Gregori: un mito, edizioni Lato Side, Roma, 1980)
Amico fragile e Giugno '73 sono gli unici due brani che vedono De André come autore unico di musica e testo.
La Produttori Associati fa uscire il disco il 9 gennaio 1975, sulla scia dello straordinario successo di Rimmel, di De Gregori.
Nell'ambito della ristampa in edizione limitata delle versioni in vinile è stato pubblicato nel 2010 un disco 33 giri con vinile di colore bianco da Sony RCA (numero di catalogo 88697673961)

## Accoglienza
La critica non nascose il proprio disappunto e mosse forti critiche al disco, come aveva fatto con Storia di un impiegato. Dei critici parlarono di crisi, facendo intendere, tra le righe, che De André era dovuto ricorrere a De Gregori perché ormai a corto di idee. Successivamente, il disco venne rivalutato.

## Tracce
Lato A
1. La cattiva strada – 4:33 (Fabrizio De André e Francesco De Gregori; edizioni musicali Editori Associati, Edizioni musicali RCA)
2. Oceano – 3:11 (Fabrizio De André e Francesco De Gregori; edizioni musicali Editori Associati, Edizioni musicali RCA)
3. Nancy – 3:57 (testo: Leonard Cohen, riadattamento: Fabrizio De André – musica: Leonard Cohen; edizioni musicali Pickwick)
4. Le storie di ieri – 3:15 (Francesco De Gregori; edizioni musicali RCA)

Lato B
1. Giugno '73 – 3:31 (Fabrizio De André; edizioni musicali Editori Associati)
2. Dolce Luna – 3:25 (Fabrizio De André e Francesco De Gregori; edizioni musicali Editori Associati, Edizioni musicali RCA)
3. Canzone per l'estate – 5:21 (testo: Fabrizio De André e Francesco De Gregori – musica: Francesco De Gregori; edizioni musicali Editori Associati, Edizioni musicali RCA)
4. Amico fragile – 5:29 (Fabrizio De André; edizioni musicali Editori Associati)

## Le canzoni

### La cattiva strada
La prima traccia del disco è giocata sul contrasto tra la parte musicale, una leggera ballata acustica costruita solamente su tre accordi, ed il testo estremamente allusivo e di difficile interpretazione («Alla parata militare sputò negli occhi ad un innocente, e quando lui chiese: «Perché?», lui gli rispose: «Questo è niente, e adesso è ora che io vada». E l'innocente lo seguì, senza le armi lo seguì, sulla sua cattiva strada.»). L'uomo, senza alcuna imposizione morale, impara il giusto sempre dopo aver sbagliato e mette la gente di fronte all'errore per smuoverne la coscienza.
Probabilmente il testo è parzialmente ispirato al capitolo de I fratelli Karamazov di Dostoevskij intitolato Il grande inquisitore, in cui si racconta il ritorno di Cristo, che finisce per essere processato come eretico dall'Inquisizione.
– E il vecchio?
– Il bacio gli arde nel cuore, ma il vecchio persiste nella sua idea.»
(Fëdor Dostoevskij, I fratelli Karamazov)
(La cattiva strada)

### Oceano
(Cristiano De André, 1995)

### Nancy(Seems So Long Ago, Nancy)
Nancy è la traduzione del brano di Leonard Cohen Seems So Long Ago, Nancy, dall'album Songs from a Room del 1969. L'artista canadese, di cui De André aveva già interpretato altri pezzi (Suzanne, Joan of Arc), scrisse il testo ispirandosi alla storia vera di una giovane suicida di Montréal. 
La canzone era già stata tradotta l'anno precedente da Claudio Daiano, che l'aveva pubblicata nel suo album Io come chiunque (sulla pista di Cohen), dedicato a traduzioni di Cohen.

### Le storie di ieri
Le storie di ieri è totalmente scritta e composta da De Gregori, che la inserisce anche nel suo disco Rimmel, sempre del 1975, con lievissime modifiche nel testo.
Il brano tratta, con toni lievi ed immagini evocative, un argomento spinoso come la scelta dell'ideologia fascista e la sua trasformazione nel MSI dopo la caduta ufficiale.
La canzone, a registrazione già effettuata, venne scartata dalla RCA Italiana, la casa discografica a cui era allora affiliato De Gregori; la registrazione è tuttavia reperibile su bootleg. Questa versione presenta il testo originale del brano in cui è presente un riferimento a Giorgio Almirante («Almirante ha la faccia serena»).
Nel 1974 De Gregori e Fabrizio De André si ritirarono per quasi un mese in Gallura; dalla proficua collaborazione nacque la traduzione italiana di Desolation Row di Bob Dylan (Via della Povertà), pubblicata lo stesso anno nell'album misto Canzoni, e l'album Vol. 8, nel quale Fabrizio inserì la sua interpretazione di Le storie di ieri, la prima ad essere pubblicata.
In questa incisione il nome "Almirante" venne sostituito con la locuzione "il gran capo"; vi sono inoltre altre differenze nel testo (su tutte «i poeti che strane creature» nella versione originale di De Gregori è «i poeti che brutte creature»).

### Giugno '73
Canzone molto malinconica ed autobiografica, che tratta della fine di un amore.
(Fabrizio De André)
Lo stile della canzone sembra quasi epistolare, sul modello della celebre canzone Famous Blue Raincoat di Leonard Cohen, che De André tradurrà per Ornella Vanoni col titolo La famosa volpe azzurra.
La narrazione oscilla tra il dolce e l'ironico sull'incapacità del cantautore di stare vicino ad una donna della buona società, dai costumi un po' mondani e - a tratti - frivoli. Alla fine, dopo i versi ironici sulla madre di lei che storce il naso alla professione del cantautore e a cui De André aveva regalato una gazza parlante con la speranza che le insegnasse almeno a salutarlo, Fabrizio si congeda con dolcezza dal suo amore per seguire gli amici, che lei giudicava ineleganti, perché «il loro viaggio porta un po' più lontano».

### Dolce Luna
A parlare è un uomo che si rivolge alla compagna e le racconta la storia di un marinaio, che, costretto a terra, rimpiange il tempo passato in mare fra storie di corsari, dove nella solitudine più totale del suo mestiere ingrato ha rischiato persino di perdere la vita e altro non desidera ormai che riunirsi col suo amore, una balena di nome Dolce Luna che lo «aspetta in alto mare». Quindi l'uomo che ne racconta la storia lo utilizza come metro di confronto per dire alla compagna che non dovrebbe vivere una vita borghese, fatta di capricci, come quello di avere per forza un figlio da lui, purché abbia «due occhi qualunque e il terzo occhio inconfondibile e speciale».
Nel testo si fa riferimento a un'«esca dalle lunghe gambe»: è una citazione del titolo di una poesia di Dylan Thomas, Ballad of the Long-legged Bait, contenuta nella raccolta del 1946 Deaths and Entrances.
L'ultima strofa è recitata in un simil-tedesco che si presume sia senza senso compiuto.

### Canzone per l'estate
Al contrario di La cattiva strada, Oceano e Dolce luna, firmate insieme sia per il testo che per la musica, Canzone per l'estate è invece firmata da De André solo nel testo, insieme a De Gregori, mentre la musica è interamente del cantautore romano (che la reinciderà con alcune piccole modifiche nel testo nel suo album Amore nel pomeriggio del 2001).
«La canzone – spiegava De André – lo dico subito, è autocritica, è l'autocritica di una persona che per motivi forse biologici si sta imborghesendo». 

Il protagonista del pezzo è un benestante che pur avendo già tutto quello a cui si può aspirare (molti soldi, una bella famiglia felice) si accorge che pur con la sua «tranquillità, lucidità, soddisfazione permanente» non è felice, che «non riesce più a volare», che ha smesso di sognare. Il dramma del protagonista è quello di essersi chiuso in una realtà che non sente a pieno, che ha castrato i suoi sogni e i suoi desideri, ha rinunciato a sé stesso e non riesce più a volare. La capacità di volare si ha invece quando si è "aperti" e "disponibili", quando si hanno ancora dei sogni, quando non si abdica alle proprie idee, quando si ha il coraggio di vivere a pieno ciò che si è.
Sono evidenti le inflessioni stilistiche di De Gregori, sia nelle immagini poetiche che nella metrica volutamente imperfetta.

### Amico fragile
Una delle canzoni più celebri ed amate di De André, tratta della frivolezza e dell'inconsistenza culturale dell'alta società, dove non c'è spazio per un ragionamento, una discussione, ma solo per il divertimento fine a se stesso. È però anche una delle canzoni in cui De André espone di più se stesso a feroci autocritiche, consegnandoci un suo autoritratto inquieto e sofferto.
Raramente De André è protagonista delle sue canzoni; addirittura in Hotel Supramonte, nonostante il tema centrale sia fortemente autobiografico (il suo rapimento in Sardegna), i versi sono molto discreti e lirici, quasi come se cercasse di eliminarsi dalla narrazione. In Amico fragile invece l'artista parla in prima persona, è al centro della canzone e dà il suo punto di vista sulla società che frequenta e su sé stesso. Emerge, anzi, s'impone una visione senza filtri che oscilla dalla più cupa rassegnazione alla feroce ironia, dalla malinconia di chi si sente «la minoranza di uno» al riscatto della sua condizione di artista, ma soprattutto di uomo libero. Molto conosciuta è anche la vicenda che ruota intorno alla composizione della canzone:
Come al solito, mi chiesero di prendere la chitarra e di cantare, ma io risposi -«Perché, invece, non parliamo?». Era il periodo che Paolo VI aveva tirato fuori la faccenda degli esorcismi, aveva detto che il diavolo esiste sul serio. Insomma a me questa cosa era rimasta nel gozzo e così ho detto: «Perché non parliamo di quello che sta succedendo in Italia?». Macché, avevano deciso che dovessi suonare.
Allora mi sono rotto le palle, ho preso una sbronza terrificante, ho insultato tutti e sono tornato a casa. Qui mi sono chiuso nella rimessa e in una notte, da ubriaco, ho scritto Amico fragile. La Puny mi ha stanato alle otto del mattino, non mi trovava né a letto né da nessuna parte, ero ancora nel magazzino che finivo di scrivere.»
(Fabrizio De André)
(Ezio Alberione, in Fabrizio De André. Accordi eretici, p. 110)
Nacque in un momento di rabbia e di alcol, dopo una serata in compagnia di persone con le quali avrebbe voluto discutere di ciò che stava succedendo in Italia in quel periodo; in particolare le dichiarazioni di Paolo VI sull'esistenza del diavolo e sugli esorcismi. La gente insisteva perché lui suonasse anche quella sera; così, evaporato in una nuvola rossa, se ne andò a rintanarsi dove non poteva essere disturbato e compose questa canzone in una sola notte.
È la riflessione sulla fragilità dei rapporti umani, ma, nello stesso tempo, sulla necessità di averne e quindi sul senso di vuoto che nasce quando questi vengono meno o restano superficiali. Il risultato è una dichiarazione di amore-odio di un borghese pentito alla propria gente.»
(Matteo Borsani - Luca Maciacchini, Anima salva, pp. 109-110)
Musicalmente il pezzo è giocato su quattro accordi: due reggono il verso, mentre altri due introducono il ritornello. Una chitarra folk accompagna la voce del cantautore, con un rapidissimo arpeggio, creando un'atmosfera onirica e quasi sospesa (una tecnica molto simile verrà usata ne La domenica delle salme, del 1990); il ritornello è impreziosito da un riff divenuto molto celebre.
Lo stile inconfondibile con il quale è suonata la chitarra folk è mutuato da Leonard Cohen, il quale considerava tale modo di suonare come il suo punto di forza come chitarrista e che contraddistingue molte delle sue canzoni, tra le quali The Stranger Song e Avalanche.
Il 2 marzo 2000 si è tenuto al teatro Carlo Felice di Genova un concerto in ricordo di De André dal nome Faber, amico fragile, del quale tre anni dopo è stato pubblicato un doppio album dal vivo; in tale occasione il cantautore emiliano Vasco Rossi, tra gli altri, si è esibito proprio con questo brano, che nove anni dopo ha inserito nel suo album intitolato Tracks 2 - Inediti & rarità.

## Formazione
Alle registrazioni del disco partecipa il complesso che in quel periodo accompagna anche Mia Martini, i New Sound Quartet (Gigi Cappellotto, Oscar Rocchi, Andy Surdi, Ernesto Massimo Verardi), ai quali si aggiungono i fratelli La Bionda e il chitarrista di formazione beat e rock progressivo Claudio Bazzari.
- Fabrizio De André – voce, chitarra
- La Bionda – chitarra
- Oscar Rocchi – tastiera
- Ernesto Massimo Verardi – chitarra
- Claudio Bazzari – chitarra
- Gigi Cappellotto – basso
- Andy Surdi – batteria

## Classifiche
Album
| Anno | Classifica              | Posizione raggiunta |
| ---- | ----------------------- | ------------------- |
| 1975 | Hit parade Italia Album | 5                   |